# Wartime Broadcasting Service
Le Wartime Broadcasting Service était un service de la BBC destiné à être diffusé au Royaume-Uni soit après une attaque nucléaire, soit si un attentat à la bombe classique détruisait les installations de la BBC lors d'une guerre conventionnelle.

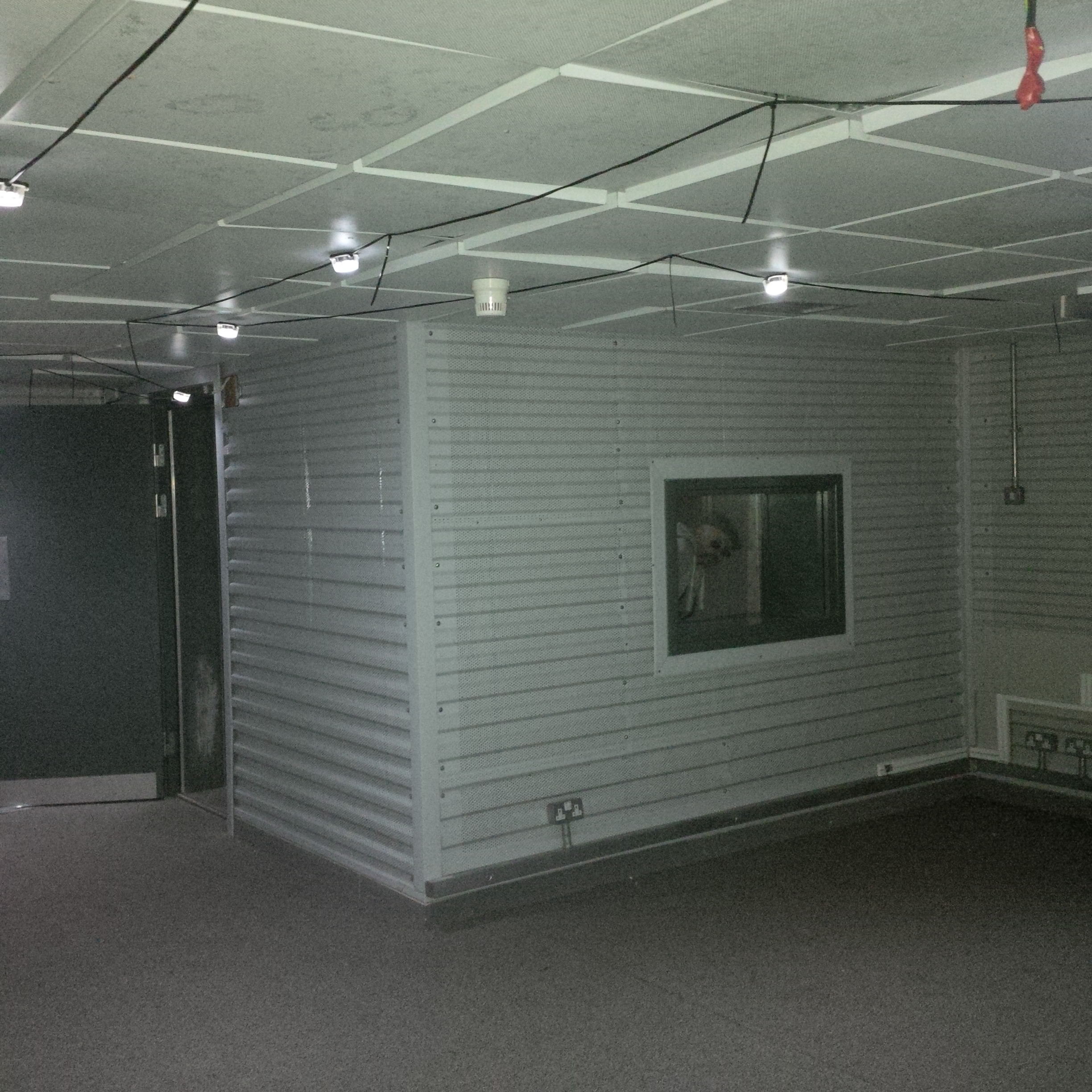
Studio d'enregistrement de la BBC Radio dans le bunker nucléaire de Cultybraggan, dans le Perthshire, peu de temps avant son démantèlement en 2014

## Origines et historique
Ce service a pour origine les plans d'avant la Seconde Guerre mondiale, qui prévoyaient de disperser le personnel de la BBC dans des installations telles que Wood Norton afin de garantir le bon fonctionnement de la société si des villes telles que Londres, Belfast, Cardiff, Glasgow et Édimbourg étaient attaquées par la Luftwaffe.
Après la guerre, les plans ont été révisés pour que le service de radiodiffusion de la guerre puisse faire face à une attaque nucléaire en installant 54 émetteurs de faible puissance et en conservant (ce qui reste du) réseau principal d'émetteurs en réserve, au cas où les bombardiers soviétiques les prennent pour cible. Bien que vagues, les projets du milieu des années 1950 prévoyaient de fournir un service de radio national et régional 24 heures sur 24 (à l’instar des opérations de la BBC en temps de paix) dans le but de fournir "des instructions, des informations et des encouragements dans la mesure du possible au moyen de: conseils, nouvelles et diversion pour soulager le stress et la tension ". La "diversion" devait prendre la forme de musique et de programmes préenregistrés sélectionnés. Les dirigeants de la BBC ont élaboré un programme comprenant de la musique, des drames, des comédies et des programmes religieux, qui sera diffusé sur une période de 100 jours après une attaque nucléaire au Royaume-Uni.
La BBC possédait des studios et des équipements de production dans de nombreux bunkers nucléaires gouvernementaux, tels que le quartier général de guerre du gouvernement central à Corsham et les sièges régionaux du gouvernement.
À la fin de la décennie, les émetteurs existants étaient équipés de générateurs diesel de secours et de protection contre les retombées radioactives.
À partir des années 1980, la BBC prévoyait de ne diffuser que quelques heures par jour et quelques minutes par heure, l'objectif étant de conserver les piles des radios nationales. Il ne devait y avoir aucun contenu de divertissement pour cette raison et pour que les messages officiels puissent passer. Avec la fin de la guerre froide, la BBC a reclassé les studios et les réseaux d’émetteurs d’urgence en 1993 en tant que surplus en cas de besoins. Un grand nombre de ces studios sont devenus des objets exposés dans des bunkers, tels que le Bunker nucléaire secret de Kelvedon Hatch, qui ont été convertis en musées.

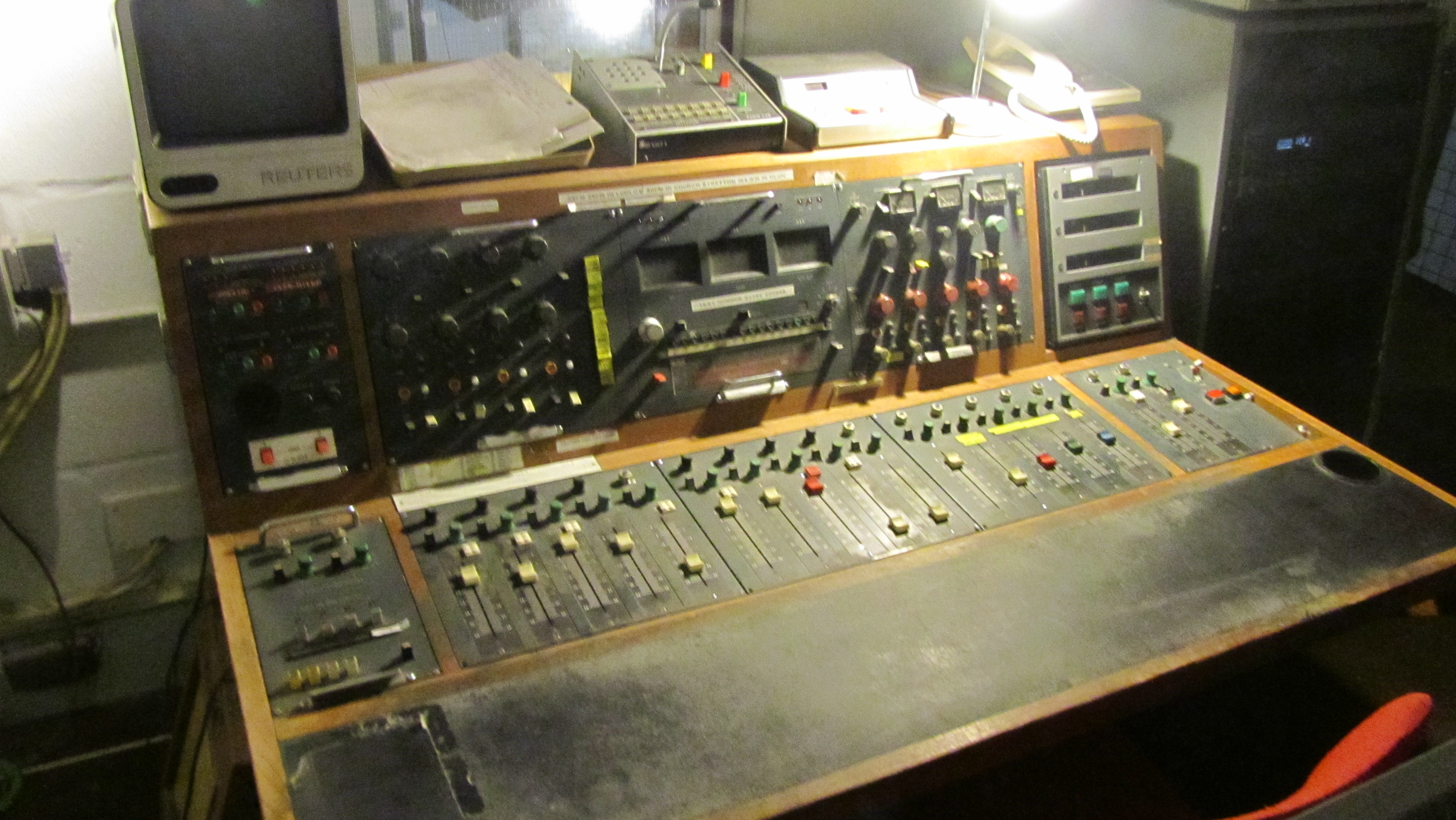
Table de mixage BBC au Bunker Nucléaire de Hack Green Secret.

### Après la guerre froide
La guerre froide étant terminée, la BBC et British Telecom ont mis au point le système national d’alerte d’attaque en 2003. Ce système pourrait alerter à la télévision, la radio et le téléphone (ce dernier seulement dans certaines régions) en cas d’attaque imminente, en utilisant l’infrastructure existante. La BBC était capable de le faire en moins de dix minutes en utilisant ses procédures de radiodiffusion existantes. Au moment du passage au numérique en 2011, ce système est devenu obsolète car la télévision et la radio possède désormais une capacité d'alerte limitée.
Selon un rapport paru dans le Daily Telegraph, il aurait été suggéré que le message d'avertissement soit enregistré par Jill Dando, l'actrice Joanna Lumley ou Carol Vorderman.
En vertu de la loi de 1980 sur la radiodiffusion, le gouvernement a toujours le droit légal de reprendre le contrôle éditorial de la radio et de la télévision en cas d'urgence nationale. De plus, l'accord de la BBC permet au gouvernement de demander à la BBC de diffuser des messages en cas d'urgence:
"S'il apparaît à un ministre britannique que la situation est critique, ce ministre peut demander à la BBC de diffuser une annonce".

## Opérations
La décision d'activer le service aurait été prise au niveau du Cabinet durant la phase de crise. Après avoir reçu cet ordre, la BBC et ITV devaient suspendre leurs programmes normaux, diffuser les messages du service de radiodiffusion de Wartime et les rediffuser une heure plus tard (la télévision n’était utilisée que pour diffuser des films d’information publics Protect and Survive et n’était plus disponible après une attaque en raison de sa sensibilité aux impulsions électromagnétiques). À ce stade, un seul programme national aurait été diffusé sur BBC Radio 4 depuis Wood Norton. Cela aurait consisté en annonces officielles du gouvernement et en informations entrecoupées d'éléments de remplissage, tels que de la musique, des informations et des avertissements. L'avertissement de quatre minutes lui-même devait provenir d'un studio spécial de Broadcasting House et être diffusé à l'échelle nationale sur toutes les chaînes de télévision et de radio lorsqu'un signal codé de la RAF High Wycombe avait été donné. Les ministres auraient également utilisé ce studio pour diffuser des messages et des annonces jusqu'à ce que le gouvernement quitte Londres tard durant phase de crise (ou pendant la période de précaution).
Après une attaque, il y aurait également eu un service régional adapté aux besoins locaux situé dans les sièges régionaux du gouvernement. Les contrôleurs régionaux devaient utiliser ces petits studios de la BBC pour diffuser des messages locaux aux communautés et auraient été gérés par le personnel de la BBC. Si les attaques aériennes classiques détruisaient les installations de radiodiffusion en temps de paix, le service de radiodiffusion en temps de guerre aurait également été activé.
Des exercices réguliers et des exercices d’entraînement ont été organisés pour donner un air de réalisme, mais de nombreux membres du personnel de la BBC les ont jugés inutiles ou ont refusé de servir pendant une urgence nationale parce qu’ils ne pouvaient pas emmener leur famille avec eux. Un initié anonyme a déclaré: "Je ne peux pas leur en vouloir de décider qu'il y avait de meilleures façons de faire que de s'asseoir dans un bunker avec un groupe d'ingénieurs de la radio locale."

### Affectation des bunkers
En effet, choisir le personnel était très difficile. Au début du service de radiodiffusion en temps de guerre, le personnel de la BBC était affecté aux bunkers. Plus tard, ils ont été invités, mais certains membres du personnel ont choisi de ne pas y participer, soit parce qu’ils n’étaient pas autorisés à emmener femmes et enfants, qu’ils les trouvaient inutiles ou qu’ils doutaient de leur efficacité. Ils n'étaient pas autorisés à informer leurs familles pour des raisons de sécurité nationale. Par exemple, Huw Weldon "a refusé de prendre part aux affaires relatives à la radiodiffusion en temps de guerre".
Quatre-vingt-dix personnes composaient le bunker WTBS de Wood Norton, dont le responsable de la BBC Radio 4, des ingénieurs de la BBC, des rédacteurs en chef, des rédacteurs, des annonceurs et ce que l’on qualifie de "deux nommés provenant de Religious Broadcasting". Les sièges régionaux du gouvernement auraient des arrangements similaires, composés de membres de la radio locale BBC.
Une fois le personnel sélectionné, il recevrait une lettre contenant des informations de base. Si la guerre se rapprochait, une deuxième lettre leur serait envoyée:
"Vous avez été sélectionné pour le service d'urgence et vous irez à" (l'emplacement sera indiqué dans la lettre). Il était dit assez délicatement : "La durée de votre séjour est imprévisible, mais elle pourrait durer plusieurs semaines." Par conséquent, il leur a été conseillé de prendre des vêtements, du savon et des serviettes suffisamment pour durer un mois, ainsi que des livres et "petits objets de loisirs".
Bien que les personnes sélectionnées n'aient pas reçu de salaire supplémentaire, elles ont reçu une avance de 250 £ sur leur salaire.

## Programmes pour diffusion
Initialement, une déclaration post-attaque (voir ci-dessous) devait être diffusée, confirmant qu'une frappe nucléaire avait frappé le Royaume-Uni et mettant en garde contre les dangers des retombées. Elle aurait été diffusée toutes les deux heures sur toutes les fréquences radio réservées à la BBC pendant les douze heures qui ont suivi l'attaque. Le script a été publié par la BBC le 3 octobre 2008 en vertu de la loi sur la liberté d'information.
Jim Black, un dirigeant de la BBC, a élaboré un programme comprenant des émissions classiques de dramatiques, de comédies et de programmes religieux de la BBC afin de maintenir le moral. À partir des années 1980 jusqu'en 1993, le contenu de divertissement a été supprimé et seules des annonces officielles auraient été diffusées afin de conserver l'énergie.

### Déclaration officielle après l'attaque
Ce qui suit est le texte d’une déclaration officielle qui aurait été diffusée sur le service de radiodiffusion de temps de guerre dans les heures qui ont suivi une attaque. Il a été enregistré par Peter Donaldson, animateur en chef de la continuité pour BBC Radio 4 (le radiodiffuseur national désigné en cas d'urgence nationale) :

« Ici le service de diffusion en temps de guerre. Le pays a été attaqué avec des armes nucléaires. Les communications ont été gravement perturbées. Le nombre de victimes et l'ampleur des dégâts ne sont pas encore connus. Nous vous apporterons de plus amples informations dès que possible. Pendant ce temps, restez à l'écoute de cette longueur d'onde, restez calme et restez chez vous. N'oubliez pas qu'il n'y a rien à gagner à essayer de vous échapper. En quittant votre domicile, vous pourriez vous exposer à un plus grand danger. Si vous partez, vous risquez de vous retrouver sans nourriture, sans eau, sans hébergement et sans protection. Les retombées radioactives, qui font suite à une explosion nucléaire, sont beaucoup plus dangereuses si vous y êtes directement exposé à l'air libre. Les toits et les murs offrent une protection substantielle. L'endroit le plus sûr est à l'intérieur. Assurez-vous que le gaz et les autres sources de carburant sont fermés et que tous les incendies sont éteints. Si de l'eau courante est disponible, elle peut être utilisée pour lutter contre l'incendie. Vous devez également remplir tous vos conteneurs d’eau potable une fois les incendies éteints, car l’alimentation en eau de distribution risque de ne plus être disponible très longtemps. L'eau ne doit pas être utilisée pour les toilettes: jusqu'à ce que l'on vous dise que les toilettes peuvent être réutilisées, d'autres aménagements de toilettes doivent être faits. Utilisez votre eau uniquement pour boire et pour cuisiner. L'eau signifie la vie. Ne le gaspille pas. Faites durer vos stocks alimentaires: rationnez votre stock, car il peut durer 14 jours ou plus. Si vous avez des aliments frais dans la maison, utilisez-les d'abord pour éviter de les gaspiller: les aliments en conserve se conserveront. Si vous habitez dans une région où un avertissement de retombée a été donné, restez dans votre pièce de secours jusqu'à ce qu'on vous dise qu'il est sûr de sortir. Lorsque le danger immédiat est passé, les sirènes retentiront. Le message "fin d'alerte" sera également donné sur cette longueur d'onde. Si vous quittez la salle de secours pour vous rendre aux toilettes ou pour vous réapprovisionner en nourriture ou en eau, ne restez pas à l'extérieur de la salle une minute de plus que nécessaire. En aucun cas, ne sortez de la maison. Les retombées radioactives peuvent tuer. Vous ne pouvez pas les voir ou les sentir, mais elles sont bien là. Si vous sortez, votre famille sera en danger et vous pourriez mourir. Restez dans votre abri jusqu'à ce qu'on vous dise qu'il est sûr de sortir ou que vous entendiez le "tout est sûr" par les sirènes. Voici à nouveau les points essentiels: restez chez vous et si vous habitez dans une région où un avertissement de retombée a été donné, restez dans votre abri de protection jusqu'à ce que l'on vous dise qu'il est sûr de sortir. Le message indiquant que le danger immédiat est passé sera donné par les sirènes et répété sur cette longueur d'onde. Assurez-vous que l'alimentation en gaz et en carburant est coupée et que tous les incendies sont éteints. L'eau doit être rationnée et utilisée uniquement à des fins essentielles de consommation et de cuisson. Elle ne doit pas être utilisée pour le rinçage des toilettes. Rationnez votre réserve de nourriture - elle devra peut-être durer 14 jours ou plus. Nous serons en ondes toutes les heures, heure après heure. Restez à l'écoute de cette longueur d'onde, mais éteignez vos radios maintenant pour économiser vos piles. C'est la fin de cette émission. »